# Eidgenössische Zeitung
Die Eidgenössische Zeitung war eine Schweizer Tageszeitung liberal-konservativer und föderalistischer Richtung, die von 1845 bis 1860 in Zürich und anschliessend bis 1864 in Bern erschien.

## Geschichte
Die Eidgenössische Zeitung wurde 1845 von Friedrich Schulthess gegründet. Sie erschien als Blatt der Opposition zur liberalen Vorherrschaft in Zürich und war das Sprachorgan der protestantischen Konservativen der Stadt, sympathisierte aber auch mit den Jesuiten in Luzern und dem Sonderbund, den sie 1847 unterstützte. Nach der Veröffentlichung eines aggressiven Artikels wurde der verantwortliche Redaktor Schulthess verhaftet, und die Zeitung stellte ihr Erscheinen vom 1. November bis Ende Dezember 1847 ein. Danach erschien sie wieder unter der Leitung von Johann Bernhard Spyri, der eine gemässigtere Politik vertrat. 1860 übersiedelte die Eidgenössische Zeitung nach Bern und wurde unter Alexander von Tavel zu einem Organ der Schweizer Konservativen. Am 30. Juni 1864 erschien die letzte Ausgabe.